# Polygala boykinii
Polygala boykinii är en jungfrulinsväxtart som beskrevs av Thomas Nuttall. Polygala boykinii ingår i släktet jungfrulinssläktet, och familjen jungfrulinsväxter. Utöver nominatformen finns också underarten P. b. sparsifolia.